# Dynamedion
Dynamedion ist ein deutsches Unternehmen aus Mainz, das auf die Komposition, Aufnahme und Implementierung von Soundtracks und des Sound Designs von Computerspielen und Filmen spezialisiert ist. Es wurde 2001 in Mainz gegründet und zählt weltweit zu den führenden Anbietern im Bereich der Computerspielmusik.

## Geschichte
Das Unternehmen wurde 2001 von den Studienfreunden Pierre Langer und Tilman Sillescu, zu diesem Zeitpunkt beide noch am Mainzer Konservatorium, gegründet. Durch das mp3-Format war es möglich geworden, statt synthetischer Klänge echte Musik und filmartige Soundtracks in Spiele einzubinden. Das führte auch in der Computerspielbranche zu einer fortschreitenden Professionalisierung und Nachfrage nach Kompositionen. Die erste veröffentlichte Auftragsarbeit von Dynamedion war die Soundtrack-Komposition für das Computerspiel Spellforce von Phenomic. Für die Musik zum Add-on Breath of Winter erhielt das Studio 2004 den Deutschen Entwicklerpreis für den besten Soundtrack. Der Soundtrack zum Nachfolger 2006 wurde als erster Soundtrack in Deutschland mit einem Orchester aufgenommen und 2006 im Rahmen der Symphonischen Spielemusikkonzerte zur Eröffnung der Computerspielmesse Games Convention im Gewandhaus gespielt.
Dynamedion wurde anschließend konzipiert und aufgebaut als Verbund von Komponisten, mit zentraler Projektsteuerung und Implementierung aus der Zentrale in Mainz. 2007 wurde Dynamedion der erste deutsche Preisträger eines G.A.N.G. Awards, einer jährlichen internationalen Auszeichnung der Game Audio Network Guild für exzellente Audioproduktionen in Computerspielen. Prämiert wurde Dynamedion für das beste Instrumentalstück („Titan“ aus ParaWorld). Da Dynamedion auch das Sound Design für Spiele übernahm und kommerzielle Bibliotheken nicht immer alle Geräusche beinhalteten, entstand mit der Zeit ein Katalog von eigenen Soundeffekten. Als in Folge der Weltwirtschaftskrise 2008 die Aufträge einbrachen, erweiterte Dynamedion daher den Geschäftsbereich auf Soundlizenzierung, bestehend aus einer Datenbank mit fertig editierten Geräuschen und individuell bearbeiteten Quellaufnahmen. Die Aktivitäten wurden in einem eigenen Schwesterunternehmen namens Boom Library gebündelt. Dadurch erreichte Dynamedion zunehmend auch Kunden im TV- und Filmbereich, etwa die HBO-Serie Game of Thrones. Hinzu kamen die Durchführung von Aufnahmearbeiten mit Orchestern und Chören, etwa für das Titelthema des Super Bowls. 2017 bot das Unternehmen unter sieben unterschiedlichen Labels verschiedene Dienstleistung im Bereich Komposition, Musikproduktion und Sounddesign an. Neben der Boom Library zählen dazu Sonuscore (Sample-Bibliothek), Sonic Liberty (GEMA-freie Musikbibliothek) oder die Open Orchestra Sessions, bei denen sich ein Komponist eine Liveaufnahme seiner Musik mit einem Orchester kalkulieren und bestellen kann.
Gemäß einer Studie zum Globalmarkt für Computerspielmusik von Market Research Explore aus dem Jahr 2018 zählte Dynamedion zu den zehn führenden Unternehmen in diesem Bereich, neben Firmen wie Spotify, Sony, Audio Network Limited und weltweit operierenden Computerspielpublishern (u. a. EA, Ubisoft, Activision Blizzard, Nintendo).

## Arbeiten

### Computerspiele (Auswahl)
- Aion (2008 – Sound Design)
- Alan Wake (2010 – Orchester-Aufnahmen, Sound Design)
- Anno 1404 (2009 – Musikkomposition, Orchester-Aufnahmen, Sound Design)
- Anno 1701 (2006 – Musikkomposition)
- Anno 1800 (2019 – Musikkomposition, Orchester-Aufnahmen, Sound Design)
- Anno 2070 (2011 – Musikkomposition, Orchester-Aufnahmen, Sound Design)
- Anno 2205 (2015 – Musikkomposition, Orchester-Aufnahmen, Sound Design)
- Arcania (2010 – Musikkomposition, Orchester-Aufnahmen, Sound Design)
- Assassin’s Creed Unity (2014 – Musiklizenzierung)
- Battlefield 5 (2018 – Soundaufnahmen)
- BattleForge (2009 – Musikkomposition, Orchester-Aufnahmen, Sound Design)
- Bioshock Infinite (2013 – Musikkomposition)
- Champions of Anteria (2016 – Musikkomposition, Orchester-Aufnahmen)
- The Crew 2 (2018 – Soundaufnahmen)
- Crysis 2 (2011 – Musikkomposition)
- Darksiders (2010 – Orchester-Aufnahmen)
- Drakensang (2007 – Musikkomposition, Sound Design)
- Drakensang: Am Fluss der Zeit (2010)
- The Elder Scrolls Online (2014 – Orchester-Aufnahmen, Sound Design)
- Grey Goo (2015 – Orchester-Aufnahmen)
- Guild Wars 2 (2012 – Orchester-Aufnahmen)
- Hitman (Computerspiel, 2016) (2016 – Musikkomposition, Orchester-Aufnahmen)
- Hitman: Absolution (2012 – Musikkomposition, Musiklizenzierung)
- Horizon Zero Dawn (2017 – Audiointegration)
- Injustice 2 (2017 – Musikkomposition, Orchester-Aufnahmen)
- John Woo presents Stranglehold (2007 – Musikkomposition, Orchester-Aufnahmen)
- Kane & Lynch 2 (2010 – Musikkomposition)
- Kinectimals (2010 – Musikkomposition, Orchester-Aufnahmen)
- Kinect Rush (2012 – Musikkomposition, Orchester-Aufnahmen, Sound Design)
- Kinect Star Wars (2012 – Musikkomposition, Orchester-Aufnahmen)
- Kingdoms of Amalur: Reckoning (2012 – Orchester-Aufnahmen)
- Lineage 2 (2003 – Sound Design)
- The Lion’s Song (2016 – Musikkomposition, Sound Design)
- Lords of the Fallen (2014 – Musikkomposition, Sound Design)
- Might & Magic: Heroes 7 (2015 – Sound Design)
- Monster Hunter Online (2013 – Musikkomposition, Orchester-Aufnahmen, Sound Design)
- Mortal Kombat vs. DC Universe (2008 – Musikkomposition)
- Mortal Kombat X (2015 – Musikkomposition, Sound Design)
- Risen 2: Dark Waters (2012 – Musikkomposition)[12]
- Risen 3: Titan Lords (2014 – Musikkomposition, Sound Design)
- ParaWorld (2006 – Musikkomposition, Orchester-Aufnahmen, Sound Design)
- PlayerUnknown’s Battlegrounds (2017 – Soundaufnahmen)
- Runes of Magic (2009 – Musikkomposition, Orchester-Aufnahmen, Sound Design)
- Ryse: Son of Rome (2013 – Musikkomposition, Orchester-Aufnahmen)
- Sacred 3 (2014 – Musikkomposition, Orchester-Aufnahmen, Sound Design)
- Die Siedler: Aufstieg eines Königreichs (2007)
- Spellforce (2003 – Musikkomposition, Orchester-Aufnahmen, Sound Design)
- Spellforce 2 (2006 – Musikkomposition, Orchester-Aufnahmen, Sound Design)
- TechnoMage (2000)
- Total War: Attila (2015 – Musikkomposition, Orchester-Aufnahmen, Sound Design)
- Total War: Arena (2018 – Musikkomposition, Sound Design)
- Total War: Rome 2 (2013 – Musikkomposition, Sound Design)
- Total War: Warhammer (2016 – Musikkomposition, Orchester-Aufnahmen, Sound Design)
- Total War: Warhammer 2 (2017 – Musikkomposition, Orchester-Aufnahmen)
- Total War Battles: Kingdom (2015 – Musikkomposition)
- Toy Story 3 (2010 – Musikkomposition, Orchester-Aufnahmen)
- The Witcher 3 (2015 – Orchester-Aufnahmen)
- Wolfenstein: The New Order (2014 – Sound Design)
- World of Tanks (2010 – Soundlizenzierung)

### TV & Kino (Auswahl)
- Angry Birds Toons (Musikkomposition, Orchesteraufnahmen)
- Ant-Man (2015 – Soundlizenzierung)
- Die Biene Maja (Orchesteraufnahmen)
- Block B – Unter Arrest (2014 – Musikkomposition)
- Game of Thrones (Soundlizenzierung)
- Ghostbusters (2016 – Soundlizenzierung)
- Guardians of the Galaxy (2014 – Soundlizenzierung)
- Gute Zeiten, schlechte Zeiten (Musikkomposition)
- Halo Legends (Musikkomposition, Orchesteraufnahmen)
- Die Jagd nach dem Bernsteinzimmer (2012 – Musikkomposition, Orchesteraufnahmen)
- Der Lehrer (Musikkomposition, Orchesteraufnahmen)
- Liliane Sausewind (2018 – Musikkomposition, Orchesteraufnahmen)
- Milk & Honey (2018 – Musikkomposition)
- Mord im Orient Express (2017 – Soundlizenzierung)
- No Way Out – Gegen die Flammen (2017 – Soundlizenzierung)
- The Oprah Winfrey Show (Musikproduktion)
- Poseidon (2006 – Musiklizenzierung)
- Sin City 2: A Dame to Kill For (2014 – Soundlizenzierung)
- Trolljäger (Musiklizenzierung)

## Auszeichnungen
- 2004: Deutscher Entwicklerpreis (Spellforce: Breath of Winter)
- 2007: G.A.N.G. Award für das beste instrumentale Musikstück (ParaWorld)
- 2007: Deutscher Entwicklerpreis (Die Siedler: Aufstieg eines Königreichs)
- 2008: Deutscher Entwicklerpreis (Drakensang)
- 2009: Deutscher Entwicklerpreis (Anno 1404)
- 2011: European Games Award (Crysis 2)[13]
- 2014: Deutscher Entwicklerpreis (Ryse: Son of Rome)
- 2016: Global Music Awards (Champions of Anteria)[14]